# Abraham Conyedo
Abraham de Jesús Conyedo Ruano (Santa Clara, 1993. október 7. –) kubai szabadfogású birkózó. A 2018-as birkózó-világbajnokságon bronzérmet szerzett 97 kg-os szabadfogásban.

## Sportpályafutása
A 2010-es nyári ifjúsági olimpiai játékokon a fiú szabadfogás 100 kg-os súlycsoportjában ezüstérmet szerzett.
A 2018-as birkózó-világbajnokságon a 97 kg-osok bronzmérkőzése során a magyar Olejnik Pavlo volt ellenfele, aki ellen 2–2-eredménnyel zárult a mérkőzése, de technikai pontozással nyert.